# Fleutiauxellus algidus
Fleutiauxellus algidus är en skalbaggsart som först beskrevs av J. Sahlberg 1883.  Fleutiauxellus algidus ingår i släktet Fleutiauxellus, och familjen knäppare. Enligt den finländska rödlistan är arten nära hotad i Finland. Arten är reproducerande i Sverige. Artens livsmiljö är sandstränder vid sötvatten.

## Bildgalleri

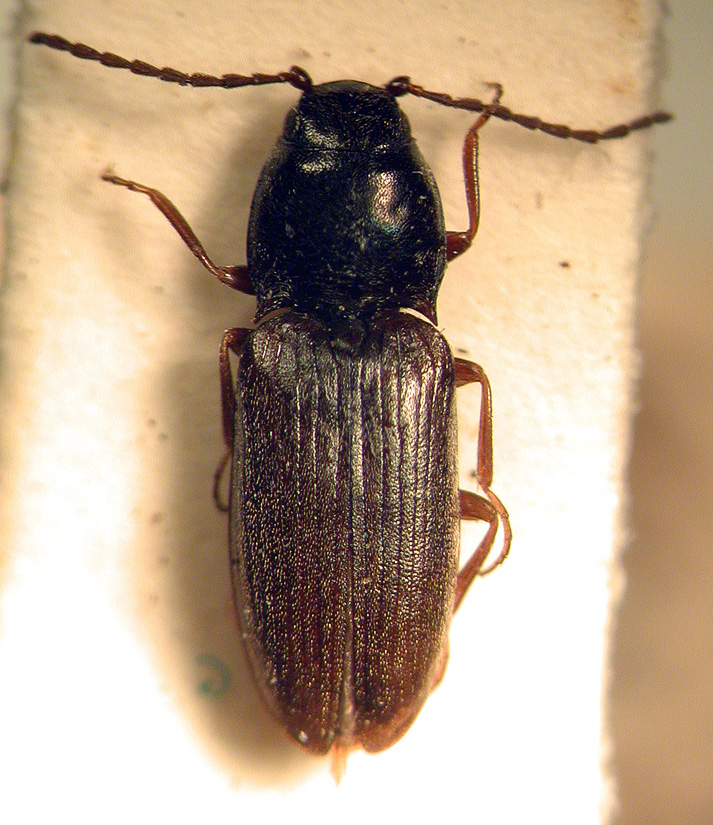